# Liste der Ministerpräsidenten von Thailand
Die folgende Liste führt alle Ministerpräsidenten von Thailand auf, die seit dem Übergang des Landes zur konstitutionellen Monarchie im Jahr 1932 ernannt worden sind. Der Ministerpräsident Thailands steht der Exekutive vor und muss seit der Änderung der Verfassung im Jahr 1992 Mitglied des Parlaments sein.
Es gibt neben dem Ministerpräsidenten noch mehrere Stellvertretende Ministerpräsidenten und Minister im Amt des Ministerpräsidenten (Minister to the Office of the Prime Minister). Dabei hat das Amt des Ministerpräsidenten selbst den Rang eines Ministeriums. Insgesamt gibt es 14 Ministerien auf funktionaler Ebene, die mit mehreren Ministern im Kabinett vertreten sind.
Seit der Verfassungsänderung von 1997 sind allerdings nicht mehr als 36 Minister im Kabinett zugelassen.
| Ministerpräsident                            | Partei                                   | Regierung                                          | Zeitraum |
| -------------------------------------------- | ---------------------------------------- | -------------------------------------------------- | --- |
| Phraya Manopakorn Nititada                   | —                                        | 1.–3. Regierung                                    | 28. Juni 1932 – 10. Dezember 1932 10. Dezember 1932 – 1. April 1933 1. April 1933 – 20. Juni 1933 |
| Oberst Phraya Phahon Phonphayuhasena         | Volkspartei/Militär                      | 4.–8. Regierung                                    | 21. Juni 1933 – 16. Dezember 1933 16. Dezember 1933 – 22. September 1934 22. September 1934 – 9. August 1937 9. August 1937 – 21. Dezember 1937 21. Dezember 1937 – 16. Dezember 1938                  |
| Feldmarschall Plaek Phibunsongkhram          | Volkspartei/Militär                      | 9.–10. Regierung                                   | 16. Dezember 1938 – 7. März 1942 7. März 1942 – 1. August 1944 |
| Major Khuang Aphaiwong                       | —                                        | 11. Regierung                                      | 1. August 1944 – 31. August 1945 |
| Tawee Boonyaket                              | Seri Thai                                | 12. Regierung                                      | 31. August 1945 – 17. September 1945 |
| Mom Rajawongse Seni Pramoj                   | Seri Thai                                | 13. Regierung                                      | 17. September 1945 – 31. Januar 1946 |
| Major Khuang Aphaiwong                       | —                                        | 14. Regierung                                      | 31. Januar 1946 – 24. März 1946 |
| Dr. Pridi Phanomyong                         | —                                        | 15. und 16. Regierung                              | 24. März 1946 – 11. Juni 1946 11. Juni 1946 – 23. August 1946 |
| Konteradmiral Thawan Thamrongnawasawat       | Verfassungsfront                         | 17. und 18. Regierung                              | 23. August 1946 – 30. Mai 1947 30. Mai 1947 – 8. November 1947 |
| Major Khuang Aphaiwong                       | Demokratische Partei                     | 19. und 20. Regierung                              | 10. November 1947 – 21. Februar 1948 21. Februar 1948 – 8. April 1948 |
| Feldmarschall Plaek Phibunsongkhram          | Militär (ab 1955 Seri Manangkhasila)     | 21.–26. Regierung                                  | 8. April 1948 – 24. Juni 1949 25. Juni 1949 – 29. November 1951 29. November 1951 – 6. Dezember 1951 6. Dezember 1951 – 24. März 1952 24. März 1952 – 21. März 1957 21. März 1957 – 16. September 1957 |
| Pote Sarasin                                 | —                                        | 27. Regierung                                      | 21. September 1957 – 1. Januar 1958 |
| General Thanom Kittikachorn                  | Militär / National-Sozialistische Partei | 28. Regierung                                      | 1. Januar 1958 – 20. Oktober 1958 |
| Feldmarschall Sarit Thanarat                 | Militär                                  | Interim („Revolutionsrat“)                         | 20. Oktober 1958 – 9. Februar 1959 |
| Feldmarschall Sarit Thanarat                 | Militär                                  | 29. Regierung                                      | 9. Februar 1959 – 8. Dezember 1963 |
| Feldmarschall Thanom Kittikachorn            | Militär (1968–1971 Vereinte Volkspartei) | 30.–32. Regierung                                  | 9. Dezember 1963 – 7. März 1969 7. März 1969 – 17. November 1971 18. November 1971 – 17. Dezember 1972 (Interim) 18. Dezember 1972 – 14. Oktober 1973                                                  |
| Professor Sanya Dharmasakti                  | —                                        | 33. und 34. Regierung                              | 14. Oktober 1973 – 22. Mai 1974 27. Mai 1974 – 15. Februar 1975 |
| Mom Rajawongse Seni Pramoj                   | Demokratische Partei                     | 35. Regierung                                      | 15. Februar 1975 – 14. März 1975 |
| Mom Rajawongse Kukrit Pramoj                 | Soziale Aktionspartei                    | 36. Regierung                                      | 14. März 1975 – 20. April 1976 |
| Mom Rajawongse Seni Pramoj                   | Demokratische Partei                     | 37. und 38. Regierung                              | 20. April 1976 – 25. September 1976 25. September 1976 – 6. Oktober 1976 |
| Admiral Sangad Chaloryu                      | Militär                                  | Interim („National Administrative Reform Council“) | 6. Oktober 1976 – 8. Oktober 1976 |
| Thanin Kraivichien                           | —                                        | 39. Regierung                                      | 22. Oktober 1976 – 20. Oktober 1977 |
| Admiral Sangad Chaloryu                      | Militär                                  | Interim („National Administrative Reform Council“) | 20. Oktober 1977 – 10. November 1977 |
| General Kriangsak Chomanan                   | Militär                                  | 40. und 41. Regierung                              | 11. November 1977 – 12. Mai 1979 12. Mai 1979 – 3. März 1980 |
| General Prem Tinsulanonda                    | Militär                                  | 42.–44. Regierung                                  | 3. März 1980 – 30. April 1983 30. April 1983 – 5. August 1986 5. August 1986 – 4. August 1988 |
| General Chatichai Choonhavan                 | Chart Thai                               | 45. und 46. Regierung                              | 4. August 1988 – 9. Dezember 1991 9. Dezember 1991 – 23. Februar 1991 |
| General Sunthorn Kongsompong                 | Militär                                  | Interim („National Peace Keeping Council“)         | 24. Februar 1991 – 1. März 1991 |
| Anand Panyarachun                            | —                                        | 47. Regierung                                      | 2. März 1991 – 7. April 1992 |
| General Suchinda Kraprayoon                  | Militär                                  | 48. Regierung                                      | 7. April 1992 – 24. Mai 1992 |
| Meechai Ruchuphan                            | —                                        | Interim                                            | 24. Mai 1992 – 10. Juni 1992 |
| Anand Panyarachun                            | —                                        | 49. Regierung                                      | 10. Juni 1992 – 23. September 1992 |
| Chuan Leekpai                                | Demokratische Partei                     | 50. Regierung                                      | 23. September 1992 – 13. Juli 1995 |
| Banharn Silpa-archa                          | Chart Thai                               | 51. Regierung                                      | 13. Juli 1995 – 25. November 1996 |
| General Chavalit Yongchaiyudh                | Partei Neue Hoffnung                     | 52. Regierung                                      | 25. November 1996 – 9. November 1997 |
| Chuan Leekpai                                | Demokratische Partei                     | 53. Regierung                                      | 9. November 1997 – 9. Februar 2001 |
| Polizeioberstleutnant Dr. Thaksin Shinawatra | Thai Rak Thai                            | 54. und 55. Regierung                              | 9. Februar 2001 – 11. März 2005 11. März 2005 – 19. September 2006 |
| General Sonthi Boonyaratglin                 | Militär                                  | Interim („Rat für Demokratische Reform“)           | 19. September 2006 – 1. Oktober 2006 |
| General Surayud Chulanont                    | —                                        | 56. Regierung                                      | 8. Oktober 2006 – 6. Februar 2008 |
| Samak Sundaravej                             | Volksmachtpartei                         | 57. Regierung                                      | 6. Februar 2008 – 8. September 2008 |
| Somchai Wongsawat                            | Volksmachtpartei                         | 58. Regierung                                      | 9. September 2008 – 2. Dezember 2008 |
| Chavarat Charnvirakul                        | Bhumjaithai                              | Interim                                            | 2. Dezember 2008 – 17. Dezember 2008 |
| Abhisit Vejjajiva                            | Demokratische Partei                     | 59. Regierung                                      | 20. Dezember 2008 – 5. August 2011 |
| Yingluck Shinawatra                          | Pheu Thai                                | 60. Regierung                                      | 5. August 2011 – 7. Mai 2014 |
| Niwatthamrong Boonsongphaisan                | Pheu Thai                                | Interim                                            | 7. Mai 2014 – 22. Mai 2014 |
| General Prayut Chan-o-cha                    | Militär                                  | Interim („Nationaler Rat für Frieden und Ordnung“) | 22. Mai 2014 – 24. August 2014 |
| General Prayut Chan-o-cha                    | Militär parteilos (Vorschlag der PPRP)   | 61. und 62. Regierung                              | 24. August 2014 – 9. Juni 2019 9. Juni 2019 – 24. August 2022 |
| Prawit Wongsuwon                             | PPRP                                     | Interim                                            | 24. August 2022 – 30. September 2022 |
| General Prayut Chan-o-cha                    | Militär parteilos (Vorschlag der PPRP)   | 62. Regierung                                      | 30. September 2022 – 22. August 2023 |
| Srettha Thavisin                             | Pheu Thai                                | 63. Regierung                                      | 22. August 2023 – 14. August 2024 |
| Phumtham Wechayachai                         | Pheu Thai                                | Interim                                            | 14. August 2024 – 18. August 2024 |
| Paetongtarn Shinawatra                       | Pheu Thai                                | 64. Regierung                                      | 18. August 2024 – 1. Juli 2025 |
| Suriya Juangroongruangkit                    | Pheu Thai                                | Interim                                            | 1. Juli 2025 – amtierend |